# Кларк, Сэмюел
Сэмюел Кларк (англ. Samuel Clarke; 11 октября 1675, Норидж, Англия — 17 мая 1729, Лондон) — английский философ и теолог.

## Биография и труды
Кларк был учеником Исаака Ньютона, приверженцем и пропагандистом его идей. С 1691 года изучает философию, теологию и филологию в Кембридже. В 1698 году принимает сан капеллана. Его труды Проявление бытия Бога и его атрибутов (англ. Demonstration of the being and attributes of God, 1706) и Истина и вера естественной религии откровения (англ. Verity and certitude of natural and revealed religion, 1705) приносят ему известность.
В этих сочинениях Кларк приводит основания природной теологии. В третьем сочинении Дискурс относительно долга в естественной религии (англ. Discourse concerning the unchangeable obligation of natural religion, 1708) рассматривает вопросы этики, основанной на природе. Он дискутирует с Спинозой и Гоббсом, также используя математическую методологию, и формулирует общие моральные основания, которые противопоставляет моральному скептицизму Бейля и Монтеня. Его сочинения определили рационалистическое направление в английской теологии.
Впоследствии известен его неоконченный спор с Лейбницем, в котором Кларк выступает сторонником Ньютона, опровергает подозрения в его атеизме и возражает против деистических представлений Лейбница.

## Публикации
- Clarke, S., 1738, The Works, London 1738; reprint New York: Garland Publishing Co.
- Vailati, E., (ed.), Samuel Clarke. A Demonstration of the Being and Attributes of God And Other Writings, Cambridge: Cambridge University Press, 1998